# Irrationale Rotationsalgebra
Die irrationalen Rotationsalgebren werden im mathematischen Teilgebiet der Funktionalanalysis betrachtet. Es handelt sich um eine Klasse von C*-Algebren, die sich aus der C*-Algebra der stetigen, komplexwertigen Funktionen auf dem Einheitskreis zusammen mit einer Rotation dieses Einheitskreises um einen irrationalen Winkel ergeben.

## Konstruktion

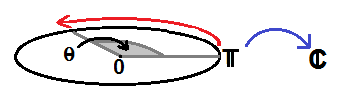
V dreht den Definitionsbereich von Funktionen

Im Folgenden sei {\displaystyle \theta } eine fest gewählte irrationale Zahl.
Betrachte den {\displaystyle \mathbb {C} }-Hilbertraum {\displaystyle L^{2}(\mathbb {R} /\mathbb {Z} )} der quadratintegrierbaren Funktionen, wobei wie üblich die Kreisgruppe {\displaystyle \mathbb {R} /\mathbb {Z} } mittels {\displaystyle t\mapsto e^{2\pi it}} mit dem Einheitskreis {\displaystyle \mathbb {T} =\{z\in \mathbb {C} :|z|=1\}} identifiziert wird, und darauf die beiden wie folgt definierten unitären Operatoren {\displaystyle U} und {\displaystyle V}:
{\displaystyle Uf\,:=\,zf}, wobei {\displaystyle z(t)=e^{2\pi it}}
und
{\displaystyle Vf(t)\,:=\,f(t-\theta )\,.}
{\displaystyle U} ist ein Multiplikationsoperator und {\displaystyle V} rotiert eine Funktion um den Winkel {\displaystyle \theta }.
Die von  {\displaystyle U} und {\displaystyle V} erzeugte C*-Algebra {\displaystyle C^{*}(U,V)\subset B(L^{2}(\mathbb {T} ))} heißt daher die irrationale Rotationsalgebra zum Winkel {\displaystyle \theta } und wird mit {\displaystyle A_{\theta }} bezeichnet.

## Eigenschaften
- Leicht bestätigt man {\displaystyle UV=e^{2\pi i\theta }VU}, in der Tat ist

{\displaystyle UVf(t)=U(Vf)(t)=z(t)Vf(t)}
{\displaystyle =z(t)f(t-\theta )=e^{2\pi i\theta }z(t-\theta )f(t-\theta )=e^{2\pi i\theta }(zf)(t-\theta )}
{\displaystyle =e^{2\pi i\theta }(Uf)(t-\theta )=e^{2\pi i\theta }VUf(t)}.
- Die irrationale Rotationsalgebra hat folgende universelle Eigenschaft, die sie bis auf Isomorphie charakterisiert: Ist {\displaystyle A} eine C*-Algebra, die von zwei unitären Operatoren {\displaystyle {\tilde {U}}} und {\displaystyle {\tilde {V}}} erzeugt wird, die die Relation {\displaystyle {\tilde {U}}{\tilde {V}}=e^{2\pi i\theta }{\tilde {V}}{\tilde {U}}} erfüllen, so gibt es genau einen *-Isomorphismus {\displaystyle A_{\theta }\rightarrow A} mit {\displaystyle U\mapsto {\tilde {U}}} und {\displaystyle V\mapsto {\tilde {V}}}.[D 2]

- {\displaystyle A_{\theta }} ist einfach, das heißt die Algebra enthält keine zweiseitigen *-Ideale außer {\displaystyle \{0\}} und sich selbst.

- Es gibt eine eindeutige Spur {\displaystyle \tau :A_{\theta }\rightarrow \mathbb {C} }, das heißt, es gibt genau ein lineares Funktional {\displaystyle \tau :A_{\theta }\rightarrow \mathbb {C} } mit {\displaystyle \tau (a^{*}a)\geq 0} für alle {\displaystyle a\in A_{\theta }}, {\displaystyle \tau (ab)=\tau (ba)} für alle {\displaystyle a,b\in A_{\theta }} und {\displaystyle \tau (I)=1}, wobei {\displaystyle I} das Einselement in {\displaystyle A_{\theta }} sei.[D 3]

- Die Gruppe der invertierbaren Elemente liegt dicht in {\displaystyle A_{\theta }}.[1]

- Die irrationalen Rotationsalgebren sind nuklear.

## Alternative Konstruktion
Hier wird eine alternative Konstruktion der irrationalen Rotationsalgebra auf dem Folgenraum {\displaystyle \ell ^{2}=\ell ^{2}(\mathbb {Z} )} mit der Orthonormalbasis {\displaystyle (e_{n})_{n_{\in }\mathbb {Z} }} vorgestellt. Man definiere die unitären Operatoren {\displaystyle U,V\in B(\ell ^{2})} durch:
{\displaystyle Ue_{n}\,=\,e_{n+1}} (zweiseitiger Shift),
{\displaystyle Ve_{n}\,=\,e^{-2\pi in\theta }e_{n}} (unendliche Diagonalmatrix).
Dann bestätigt man leicht {\displaystyle UVe_{n}=e^{-2\pi in\theta }e_{n+1}=e^{2\pi i\theta }VUe_{n}}, woraus {\displaystyle UV=e^{2\pi i\theta }VU} folgt. Wegen der oben erwähnten universellen Eigenschaft der irrationalen Rotationsalgebra erhält man daraus {\displaystyle A_{\theta }\cong C^{*}(U,V)\subset B(\ell ^{2})}.

## K-Theorie
Nach einem Satz von Marc Rieffel
gibt es zu jedem {\displaystyle \alpha \in (\mathbb {Z} +\theta \mathbb {Z} )\cap [0,1]} eine Projektion {\displaystyle P\in A_{\theta }} mit {\displaystyle \tau (P)=\alpha }, wobei {\displaystyle \tau } die eindeutige Spur auf  {\displaystyle A_{\theta }} sei.
Da {\displaystyle (\mathbb {Z} +\theta \mathbb {Z} ,(\mathbb {Z} +\theta \mathbb {Z} )\cap \mathbb {R} ^{+},(\mathbb {Z} +\theta \mathbb {Z} )\cap [0,1])} eine unperforierte, skalierte, kommutative Gruppe mit der Rieszschen Zerlegungseigenschaft ist (für diese Begriffe siehe Geordnete abelsche Gruppe), gibt es nach dem Satz von Effros-Handelman-Shen bis auf Isomorphie genau eine AF-C*-Algebra {\displaystyle {\mathcal {A}}_{\theta }}, die diese Gruppe als K0-Gruppe hat, und es liegt nahe die C*-Algebra {\displaystyle A_{\theta }}, die selbst keine AF-C*-Algebra ist, mit {\displaystyle {\mathcal {A}}_{\theta }} in Verbindung zu bringen.
Tatsächlich konnten M. Pimsner und D. Voiculescu eine Einbettung {\displaystyle A_{\theta }\rightarrow {\mathcal {A}}_{\theta }} konstruieren. Daraus folgt zunächst {\displaystyle K_{0}(A_{\theta })\cong \mathbb {Z} +\theta \mathbb {Z} } und dann:
- Zwei irrationale Rotationsalgebren {\displaystyle A_{\theta }} und {\displaystyle A_{\eta }} sind genau dann isomorph, wenn {\displaystyle \eta =\pm \theta \,\mathrm {mod} \,\mathbb {Z} } ist.

## Kreuzprodukt
Die irrationale Rotationsalgebra ist der Prototyp des Kreuzproduktes eines C*-dynamischen Systems. Ist {\displaystyle \alpha \in \mathrm {Aut} (C(\mathbb {T} ))} durch {\displaystyle (\alpha (f))(t)\,:=\,f(t-\theta )} definiert und ist {\displaystyle \sigma :\mathbb {Z} \rightarrow \mathrm {Aut} (C(\mathbb {T} )),\,n\mapsto \alpha ^{n}}, so ist {\displaystyle (C(\mathbb {T} ),\mathbb {Z} ,\sigma )} ein C*-dynamisches System und es ist {\displaystyle A_{\theta }\cong C(\mathbb {T} )\ltimes _{\sigma }\mathbb {Z} }.